# Josep Font i Huguet
Josep Font i Huguet (nacido en Bellpuig, Lérida, el 26 de diciembre de 1936, y fallecido el 29 de junio de 1988 en Barcelona) fue un empresario, político, intelectual y escritor español. 

## Biografía
Realizó los estudios de Comercio en las Escuelas Pías de Tárrega. De muy joven se incorporó a los negocios familiares dedicados al comercio y la industria. Hijo del empresario Manuel Font i Rius de Vilanova de Bellpuig y de Adriana Huguet i Arrufat de Sant Martí de Riucorb (de Maldà). Cursó estudios de Alta Dirección de Empresas, y Relaciones Humanas. Viajó por la mayoría de países occidentales. Creó junto a su hermano Jaume importantes empresas agropecuarias.
Fue un demócrata convencido. Siendo hijo de Cataluña y amante de su tierra leridana, se especializó en el catalanismo. Escribió sobre la historia de Cataluña. Hizo varios ensayos socioeconómico-políticos sobre la transición política de nuestro país .
Fue miembro del Consejo Político del partido Centristas de Catalunya CC-UCD. Formó parte del nuevo partido Centro Democrático y Social CDS. Fue Regidor de Cultura en el Ayuntamiento de Bellpuig (Lérida). El 31 de octubre de 1983 fundó en la ciudad de Balaguer el “Partido Leridano”, con el propósito de tener una representación directa de las tierras de Lérida en el Parlamento de Cataluña, independiente de las demás fuerzas políticas catalanas.
El 23 de junio, víspera de San Juan, pocos días después de la campaña electoral, en la que fue reelegido Regidor. Volviendo de recoger personalmente la “Llama del Canigó”, en “Pirineos Orientales”, para distribuirla por las tierras de Poniente, le sobrevino el primer síntoma de agotamiento. Se le determinó una leucemia. No pudo estar presente en la constitución del nuevo Consistorio. 
El 29 de junio de 1988, por San Pedro, fallecía en el Hospital de la Santa Cruz y San Pablo en Barcelona. Al día siguiente se celebró un funeral en su pueblo natal, Bellpuig. El Ayuntamiento declaró tres días de luto oficial y las banderas del Consultorio ondearon a media asta. Muchísimas personas acudieron a despedirle.
Recibió sagrada sepultura en el cementerio local. Sus familiares trajeron expresamente tierra de sus antepasados y la depositaron en la tumba. Se envolvió el féretro con “la Señera”, como símbolo de su gran sentimiento por Cataluña, y fue despedido con “El cant dels ocells”, y “L’emigrant”. Dos años después fue trasladado al Panteón familiar (monumento funerario construido expresamente en su memoria).

## Ideología
Su pensamiento político era fundamentalmente conservador. Era un catalanista y nacionalista moderado. Un defensor de la lengua, la cultura y la identidad catalanas, respetando a los castellanoparlantes. Creador de una fuerza política leridana independiente de las otras corrientes nacionalistas representadas en el Parlamento de Cataluña. Poseedor de un gran sentido de integración y participación Universal entre las distintos pueblos de la humanidad.

## Publicaciones
- En 1981 fundó el periódico local La Veu de Bellpuig.
- En 1984 fundó el periódico Lo lleidatà (La Voz de las Tierras de Poniente), de ámbito provincial.
- Fue articulista y colaborador de los diarios provinciales La Mañana, Diario de Lérida, Segre y Lo Lleidatà, y de los periódicos locales El Pregoner d’Urgell y La Veu de Bellpuig.

## Obras
- Sentiment Català (1980). Autobiografía y Historia breve de Cataluña. Colección Urgel. (La presentación corrió a cargo del Muy Honorable Josep Tarradellas i Joan, Presidente de la Generalidad de Cataluña en el Instituto de Estudios Ilerdenses, en Lérida).
- La Catalunya de tots I (1981). Ensayo sociopolítico. Colección Urgel. (La presentación se realizó en la Biblioteca Nacional de Cataluña de Barcelona, por el Senador vitalicio y Defensor del Pueblo por Cataluña D. Antón Cañellas i Balcells)
- De la crisis al cambio (1982). Ensayo socioeconómico). Colección Urgel.
- Les arrels del partit Lleidatà (1983). Ensayo sociopolítico). Colección Urgel.
- Diàlecs municipals (1987). Ensayo sociopolítico.
- La Catalunya de tots II ( edición póstuma en preparación). Ensayo sociopolítico. Colección Urgel.